# 杏堂駅
杏堂駅（ヘンダンえき）は、大韓民国ソウル特別市城東区杏堂洞にあるソウル交通公社5号線の駅である。駅番号は539。

## 歴史
- 1996年12月30日 - ソウル特別市都市鉄道公社（当時）5号線・汝矣島～往十里区間の開業とともに開業。
- 2017年5月31日 - ソウル特別市都市鉄道公社とソウルメトロが統合され、ソウル交通公社の駅となる。

## 駅構造

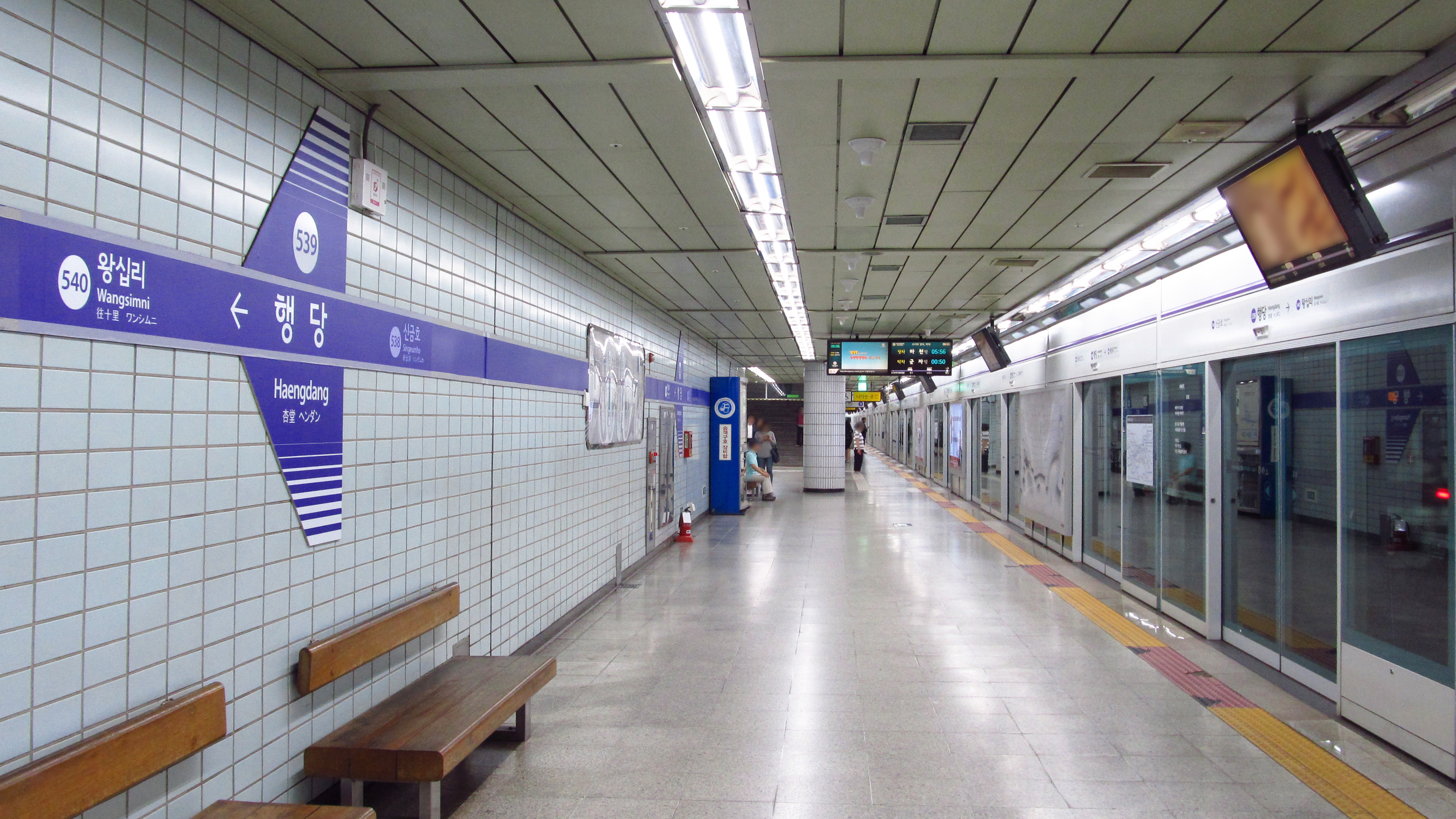
プラットホーム

相対式ホーム2面2線の地下駅。出口は4番まである。

### のりば
案内上ののりば番号は設定されていない。 
| 上り | 5号線 | 青丘・汝矣島・汝矣島・傍花方面     |
| 下り | 5号線 | 往十里・千戸・河南黔丹山・馬川方面 |

## 利用状況
近年の一日平均利用人員推移は下記のとおり。
| 路線  | 路線     | 2000年 | 2001年 | 2002年 | 2003年 | 2004年 | 2005年 | 2006年 | 2007年 | 2008年 | 2009年 | 出典  |
| ----- | -------- | ------ | ------ | ------ | ------ | ------ | ------ | ------ | ------ | ------ | ------ | ----- |
| 5号線 | 乗車人員 | 8,143  | 9,953  | 10,318 | 10,248 | 10,173 | 10,022 | 9,404  | 8,801  | 8,496  | 8,342  | [ 1 ] |
| 5号線 | 降車人員 | 7,181  | 8,520  | 8,719  | 8,804  | 8,584  | 8,384  | 7,837  | 7,328  | 7,046  | 6,913  | [ 1 ] |
| 5号線 | 乗降人員 | 15,324 | 18,472 | 19,037 | 19,051 | 18,756 | 18,406 | 17,241 | 16,129 | 15,542 | 15,255 | [ 1 ] |
| 路線  | 路線     | 2010年 | 2011年 | 2012年 | 2013年 | 2014年 | 2015年 | 2016年 |        |        |        | [ 1 ] |
| 5号線 | 乗車人員 | 8,541  | 8,608  | 8,706  | 8,800  | 8,783  | 8,554  | 8,538  |        |        |        | [ 1 ] |
| 5号線 | 降車人員 | 7,207  | 7,325  | 7,577  | 7,683  | 7,627  | 7,439  | 7,419  |        |        |        | [ 1 ] |
| 5号線 | 乗降人員 | 15,748 | 15,932 | 16,283 | 16,483 | 16,410 | 15,993 | 15,958 |        |        |        | [ 1 ] |

## 駅周辺
- ロッテマート杏堂店
- 舞鶴中学校（朝鮮語版）
- 舞鶴女子高等学校（朝鮮語版）
- ソウル杏堂初等學校（朝鮮語版）
- ソウル杏峴初等學校（朝鮮語版）

## その他
この駅では、1999年3月5日の22時半ごろに線路を横断しようとした酔っ払いの乗客がホームに登り切れずにいるところを進入してきた列車の運転士が130メートル前方で発見、非常制動を締結してわずか2メートルを残して列車を停車させ、人身事故を劇的に回避したことがある。

## 隣の駅
ソウル交通公社
 5号線
新金湖駅 (538) - 杏堂駅 (539) - 往十里駅 (540)